# Dupuis Edition & Audiovisuel
 (avril 2021).
Si vous disposez d'ouvrages ou d'articles de référence ou si vous connaissez des sites web de qualité traitant du thème abordé ici, merci de compléter l'article en donnant les références utiles à sa vérifiabilité et en les liant à la section « Notes et références ».
Dupuis Audiovisuel est une société de production de séries et films d'animation créée en 1965 par la maison d'édition de bandes dessinées Dupuis. Elle est l'un des labels de production d'Ellipse Animation du groupe Média-Participations.

## Historique
En 1959, Charles Dupuis fonde TVA Dupuis un studio d'animation belge qui réalise notamment des épisodes en noir et blanc des Schtroumpfs et une série de Boule et Bill.
À partir de 1981 la SEPP International, filiale de Dupuis produit une nouvelle série des Schtroumpfs avec le producteur américain Hanna-Barbera puis des séries telles que Les Snorky ou Bibifoc.
Dupuis fonde Dupuis Audiovisuel en 1965 et commence son activité avec un film de Les Aventures des Schtroumpfs.
En 1992, Dupuis Audiovisuel produit avec la chaîne TF1 la série d'animation Spirou. Le succès d'audience aidant, Dupuis Audiovisuel et TF1 produisent en 1995 l'émission jeunesse À tout Spip, diffusée pendant un an sur la chaîne.
A l'occasion du Festival international du film d'animation d'Annecy de juin 2022, le groupe Média-Participations annonce la création d'une marque ombrelle Ellipse Animation qui regroupe ses labels de production en France Ellipsanime Productions, Dargaud Media et Dupuis Edition & Audiovisuel.

## Les productions et coproductions

### Spéciaux
- 1969 : La Schtroumpfette
- 1969 : Ici, il s'agit! C'est La Ribambelle!
- 1971 : Sibylline et le lapin de Pâques (spécial Pâques)
- 1973 : Le Monde de Natacha
- 1977 : Spirou et l'action de grâce étonnement (Action de grâce spéciale)
- 1979 : Sophie et le souhait de Noël (spécial Noël)
- 2000 : Jojo : le mystère Violaine

### Séries d'animation
- 1968 : Musti
- 1971 : Tip et Tap
- 1973 : Les Pilis
- 1975 : Bobo
- 1975 : Boule et Bill (1975)
- 1981 : Les Schtroumpfs
- 1992 : Spirou
- 1996 : Billy the Cat, dans la peau d'un chat
- 1996 : Flash Gordon
- 1997 : Papyrus
- 2001 : Cédric
- 2003 : Kid Paddle
- 2004 : Boule et Bill (2004)
- 2004 : Parker & Badger
- 2006 : Spirou et Fantasio
- 2012 : Petit Spirou
- 2013 : Sophie
- 2016 : Petit Poilu
- 2018 : Roger et ses humains
- 2021 : Les Schtroumpfs (2021)
- 2022 : Les Filles de Dad

### Émissions
- 1995 : À tout Spip